# Lista de ilhas do Azerbaijão
O Azerbaijão tem muitas ilhas ao longo da costa do Mar Cáspio. A maioria faz parte do Arquipélago de Baku.

## Arquipélago de Baku
- Böyük Zirə ou Nargin
- Daş Zirə ou Vulf
- Qum (ilha) ou Peschany
- Tava (ilha) ou Plita

### Ilhas localizadas fora da baía
Essas ilhas estão separadas do grupo principal:
- Sangi Mugan ou Svinoy
- Zenbil ou Duvanni
- Chikil ou Oblivnoy
- Qara Su ou Los
- Xara Zira ou Bulla
- Qutan e Baburi Islands ou Podvodnyye
- Adsiz Ada, Dasli Ada ou Bezymyannyy
- Gil ou Glinyanyy
- Kura (ilha) ou Kurinsky
- Kura Rock ou Kurinsky Kamen

## Não no arquipélago de Baku
- Chilov
- Ilha Pirallahi ou Artyom